# Эторме
Эторме́ (фр. Étormay) — коммуна во Франции, находится в регионе Бургундия. Департамент коммуны — Кот-д’Ор. Входит в состав кантона Беньё-ле-Жюиф. Округ коммуны — Монбар.
Код INSEE коммуны — 21257.

## Население
Население коммуны на 2010 год составляло 79 человек.
| 1962 | 1968 | 1975 | 1982 | 1990 | 1999 | 2010 |
| ---- | ---- | ---- | ---- | ---- | ---- | ---- |
| 84   | 70   | 71   | 75   | 53   | 47   | 79   |

## Экономика
В 2010 году среди 42 человек трудоспособного возраста (15—64 лет) 34 были экономически активными, 8 — неактивными (показатель активности — 81,0 %, в 1999 году было 75,9 %). Из 34 активных жителей работали 31 человек (19 мужчин и 12 женщин), безработных было 3 (2 мужчин и 1 женщина). Среди 8 неактивных 3 человека были учениками или студентами, 2 — пенсионерами, 3 были неактивными по другим причинам.